# Bridgewater (Nueva York)
Bridgewater es un pueblo ubicado en el condado de Oneida en el estado estadounidense de Nueva York. En el año 2000 tenía una población de 1,671 habitantes y una densidad poblacional de 27 personas por km².

## Geografía
Bridgewater se encuentra ubicado en las coordenadas 42°52′45″N 75°15′4″O / 42.87917, -75.25111.

## Demografía
Según la Oficina del Censo en 2000 los ingresos medios por hogar en la localidad eran de $30,724 y los ingresos medios por familia eran $33,750. Los hombres tenían unos ingresos medios de $29,074 frente a los $20,956 para las mujeres. La renta per cápita para la localidad era de $13,875. Alrededor del 10.1% de la población estaban por debajo del umbral de pobreza.